# Aster à ombelles
Doellingeria umbellata
Espèce
Synonymes
Aster umbellatus Mill. (1768)
L’Aster à ombelles (Doellingeria umbellata) est une espèce de plantes à fleurs de la famille des Asteraceae.

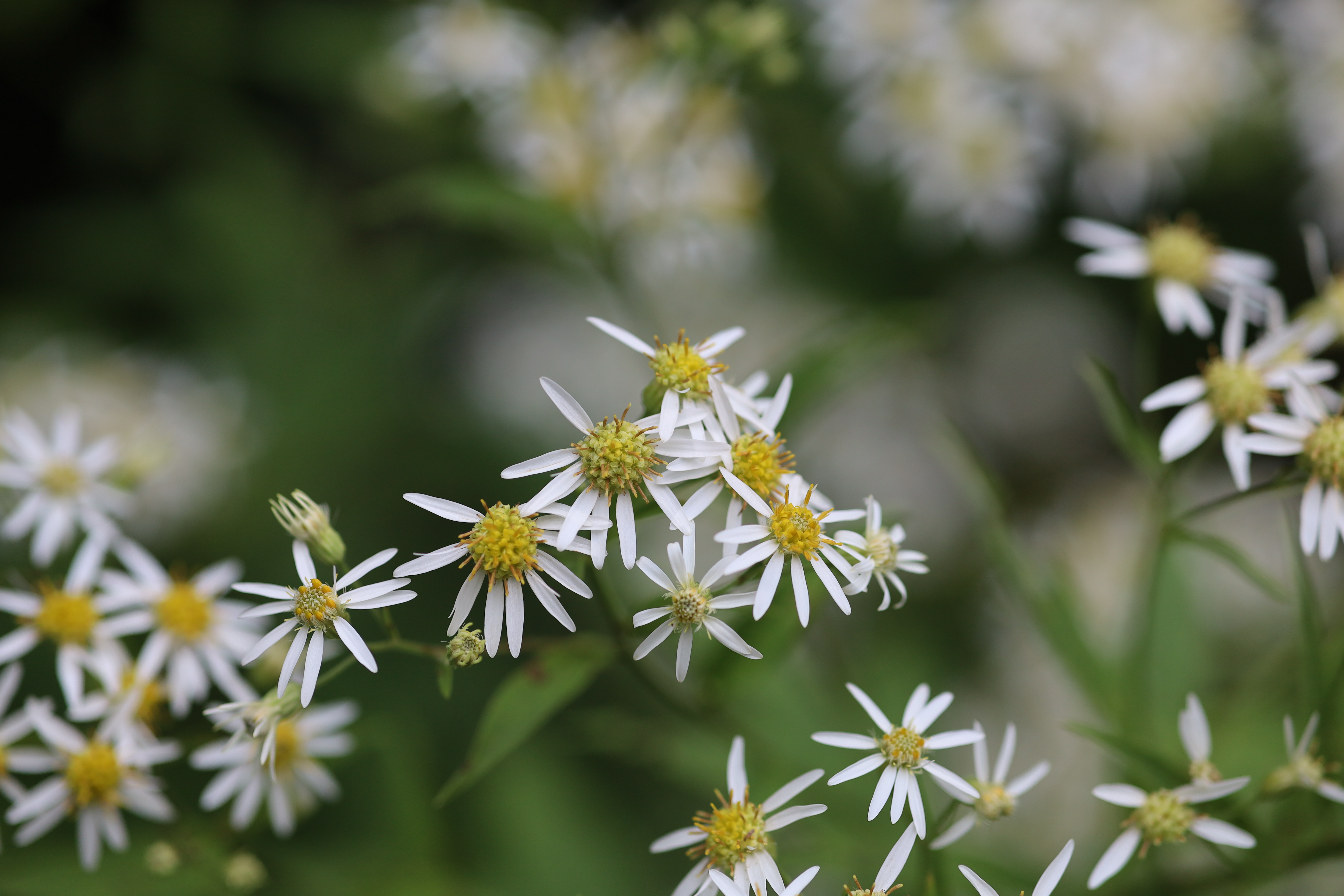
Aster umbellatus, Doellingeria umbellata, Aster pubentior, au Québec, au Canada.

On peut la trouver au Canada, et notamment dans la tourbière du Lac-à-la-Tortue au Québec.